# Castel Ritaldi
Castel Ritaldi – miejscowość i gmina we Włoszech, w regionie Umbria, w prowincji Perugia.
Według danych na rok 2004 gminę zamieszkuje 3071 osób, 139,6 os./km².